# Догонадзе, Анна
Анна Догонадзе (груз. ანა დოღონაძე; род. 15 февраля 1973, Мцхета) — грузинская и немецкая прыгунья на батуте. Олимпийская чемпионка, чемпионка мира.

## Карьера
До получения Грузией независимости выступала за сборную СССР, а позднее за Грузию став в 1997 году бронзовым призёром Всемирных игр в Лахти.
В 1998 году Догонадзе вышла замуж за немца и стала представлять на международных стартах Германию. В 1998 году на чемпионате мира в Сиднее стала третьей в индивидуальном первенстве, а в синхронных прыжках стала чемпионкой мира.
Через два года, в том же Сиднее, Догонадзе выступила на Олимпийских играх, в программу которых впервые были включены индивидуальные прыжки на батуте. В квалификационном раунде она показала лучший результат, но в финале допустила ошибку и стала только восьмой.
Самым успешным чемпионатом мира в карьере Догонадзе стал чемпионат 2001 года в датском Оденсе. Там она выиграла личное первенство, а в командных и синхронных прыжках завоевала серебряные медали.
На Играх в Афинах Анна реабилитировалась за провал в Сиднее. В квалификации он заняла второе место, а в основных соревнованиях показала лучший результат, опередив на 0,4 балла канадку Кокбёрн.
На Олимпиаде в Пекине Догонадзе заняла восьмое место, а в Лондоне не прошла в финал, заняв в квалификации десятое место.